# 佐内正史
佐内 正史（さない まさふみ、1968年 - ）は、日本の写真家。静岡県出身。

## 人物
1968年、静岡県静岡市出身。写真家。24歳で写真を始める。写真集『生きている』でデビュー。CMをはじめとした映像にもその活動を展開。
2002年、写真集『MAP』で第28回木村伊兵衛写真賞を受賞。
2003年、映画『ジョゼと虎と魚たち』では劇中使用写真を担当。綾瀬はるか主演のショートフィルム『たべるきしない』の撮影監督を務める。
2008年に自主写真集レーベル「対照」を立ち上げる。
2009年、NHK連続テレビ小説『つばさ』では、スライドショー形式のタイトルバックを担当。舞台となった埼玉県川越市で撮影した多部未華子のポートレイト集が、NHK連続テレビ小説で初めての写真集として出版された。
2012年、かねてから交流のあった、シンガーソングライター・川本真琴とユニット「川本真琴and幽霊」を結成し、CD作品と写真集から構成される作品集がリリースされた。
2018年、ドラマ『宮本から君へ』ではオープニング映像の演出とスライドショー形式で流れるエンディングの写真も手がけた。
くるりや中村一義らのアルバムジャケット写真も数多く手がけている。

## 書籍

### 写真集
- 『生きている』（青幻舎、1997）
- 『フレンズ　thee michelle gun elephant』（幻冬舎、1998）
- 『わからない』（光琳社出版、1998）
- 『自分じゃない人』（メタローグ、1999）
- 『タンタンと』（アーティストハウス、1999）
- 『女生徒』（作品社、2000）
- 『message』（平凡社、2001）
- 『Send for me Grand glimpse』（ピエ・ブックス、2001）ポストカード・ブック
- 『俺の車』（メタローグ、2001）
- 『HUG』（ぶんか社、2002）
- 『シャンプーリンス』（ソニー・マガジンズ、2002）
- 『MAP』（佐内正史写真事務所、2002）
- 『Chair Album』（佐内正史写真事務所、2003）
- 『鉄火』（青幻舎、2004）
- 『出逢い　安倍なつみ写真集』（ワニブックス、2004）
- 『a girl like you 君になりたい』（マガジンハウス、2005） 上戸彩、蒼井優、宮崎あおい、石原さとみ、長澤まさみ、麻生久美子、相武紗季らのポートレイト集
- 『Windows and applen』（谷田一郎との共著、イマココ社、2005）
- 『ロマンチック』（朝日新聞社、2006）
- 『NHK連続テレビ小説 つばさ　写真集　多部未華子』（NHK出版 ISBN 978-4-14-081368-3 2009年4月24日発売）
- 『川本真琴and幽霊』(disk UNION MY BEST RECORDS 2012) - CDと写真集で構成される作品集
- 『銀河』（対照、2018年）

### その他の書籍
- 角田光代×佐内正史『だれかのことを強く思ってみたかった』（集英社、2005年） - 写真
- 谷郁雄×佐内正史『日々はそれでも輝いて』（新風舎、2005年） - 写真
- 忌野清志郎『ロックで独立する方法』（太田出版、2009年） - 写真
- 吉田修一×佐内正史『うりずん』（光文社文庫、2010年） - 写真
- 佐内正史詩集『人に聞いた』（ナナロク社、2012年） - 詩・写真
- 舞城王太郎×佐内正史『深夜百太郎 入口』『深夜百太郎 出口』（ナナロク社、2015年） - 写真
- 阿川佐和子『アンソロジー カレーライス!!』（パルコ、2013年） - 写真
- 清水富美加×佐内正史『ふみかふみ』（幻冬舎、2016年） - 写真
- 佐内正史×御徒町凧『Summer of the DEAD』（対照、2018年） - 写真

## 映像作品

### ミュージックビデオ
- 斉藤和義『歌うたいのバラッド』（1997年）
- 森山直太朗『嗚呼』（2016年）
- 川本真琴『ドーナッツのリング』（2016年）

### 映画
- 『ジョゼと虎と魚たち』（2003年、主演：妻夫木聡） - 劇中写真
- 『たべるきしない』（2006年、主演：綾瀬はるか） - 撮影

### ドラマ
- NHK連続テレビ小説『つばさ』（2009年、NHK、主演：多部未華子） - タイトルバック
- ドラマ『宮本から君へ』（2018年、テレビ東京、主演：池松壮亮） - オープニング、エンディング撮影

### CM
- 本田技研工業 クレア（2000年）
- 大塚製薬 ポカリスエット（2003年）　※福山雅治出演
- サントリー モルツ（2004年） ※真田広之出演
- 富士フイルム “PHOTO IS"（2007年）　※樹木希林出演
- 日本コカ・コーラ からだ巡り茶「さよならハロー」（2007年） ※広末涼子出演
- クラシエフーズ ヨーロピアンシュガーコーン（2010年）
- ミサワホーム（2014年）
- 日本コカ・コーラ ジョージア（2015年）※山田孝之出演
- アイモバイル ふるなび（2018年） ※中条あやみ出演

## 受賞歴
- 1995年第12回キヤノン写真新世紀優秀賞
- 2000年第12回写真の会賞
- 2002年第28回木村伊兵衛写真賞

## 関連
- 写真家

## エピソード
- ミュージシャンの石野卓球とは小学校の同級生。パン屋を営む石野の実家へよく通っていたという。